# Bali (Camerun)
Bali è un centro abitato del Camerun, situato nella Regione del Nordovest.
È presente anche un aeroporto civile, situato a pochi chilometri dal centro abitato.